# Castelner
Castelner är en kommun i departementet Landes i regionen Nouvelle-Aquitaine i sydvästra Frankrike. Kommunen ligger i kantonen Hagetmau som tillhör arrondissementet Mont-de-Marsan. År 2022 hade Castelner 120 invånare.

## Befolkningsutveckling
Antalet invånare i kommunen Castelner
Referens:INSEE